# Căn hộ khách sạn

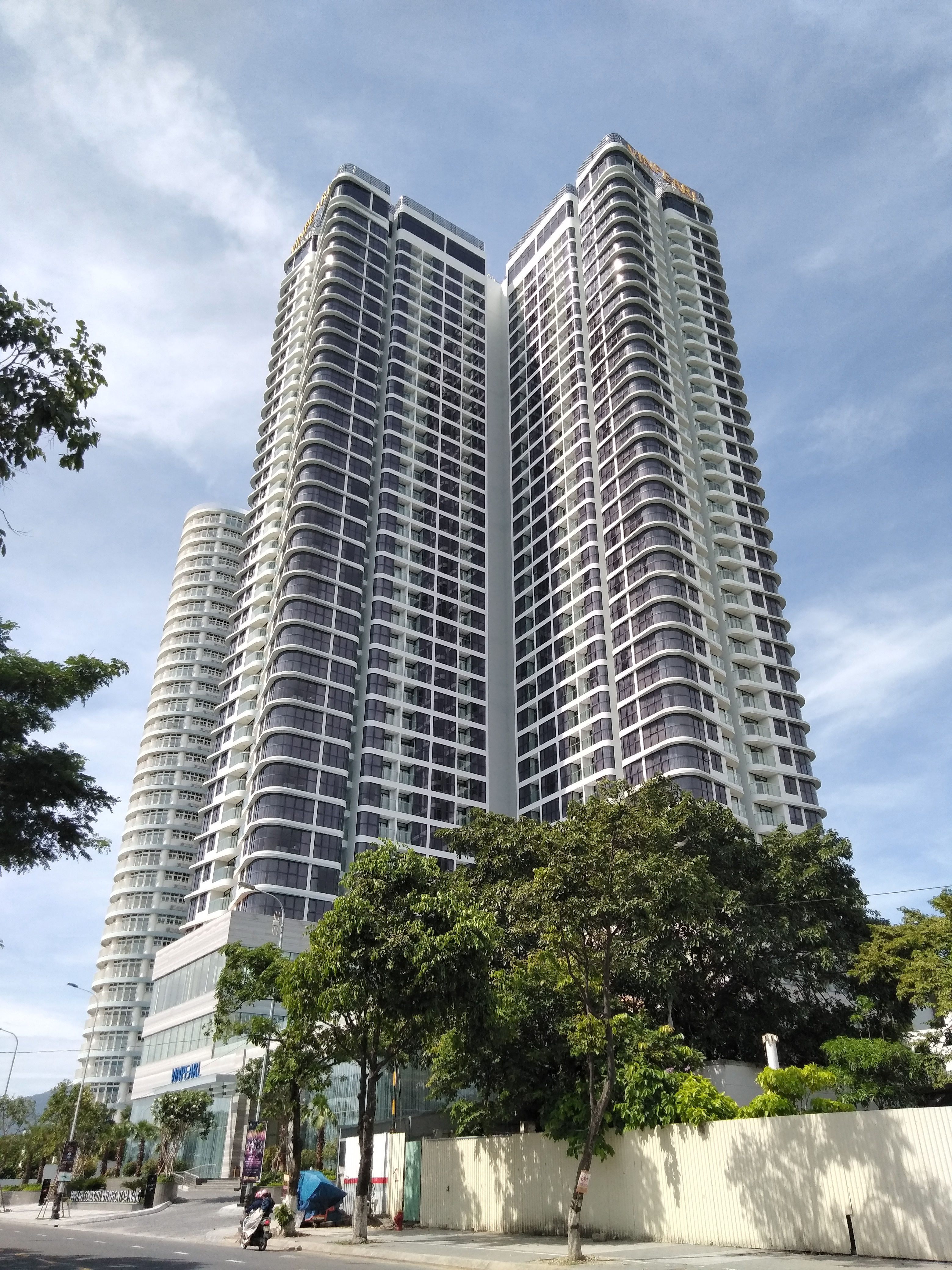
Một căn hộ khách sạn ở Đà Nẵng

Căn hộ khách sạn hay Condotel hay Condo hotel là từ được viết tắt của condo & hotel, có ý nghĩa là khách sạn căn hộ hay căn hộ khách sạn. Về hình thức, đó là một Condominium (chung cư cao cấp) nhưng hoạt động như một khách sạn. Condotel thường được xây ở các thành phố lớn và các khu nghỉ dưỡng lớn.. Condotel là một loại hình khách sạn được xây dựng theo kết cấu của căn hộ chung cư để du khách có thể sử dụng các tiện ích tương tự của một căn hộ chung cư và phục vụ cho mục đích kinh doanh du lịch. Tại Việt Nam, Condotel chưa được thừa nhận mặc dù vẫn có các hoạt động mua bán và chuyển đổi quyền sở hữu.

## Đặc điểm
Condotel là loại tài sản đang ngày càng được các nhà đầu tư cá nhân chọn lựa bên cạnh các loại tài sản sẵn có như cổ phiếu, vàng, BĐS nhà ở và BĐS thương mại. Nguyên nhân dẫn đến sự phổ biến của loại tài sản này là bởi dòng sản phẩm này đáp ứng được nhiều yêu cầu của các nhà đầu tư:
- Lợi nhuận vốn đầu tư
- Tỷ suất sinh lợi (Thu nhập hàng năm).
- Mức vốn đầu tư thích hợp.
- Thanh toán theo PT trả góp
- Có khả năng sử dụng vốn vay từ ngân hàng để mua
- Thể hiện đẳng cấp
- Phong cách sống và những kỳ nghỉ. Condotel là một loại tài sản tương đối mới và đang được phát triển nhanh chóng với một số lượng lớn và đa dạng các sản phẩm
- Khách hàng mục tiêu:  Nhà đầu tư cá nhân đã sở hữu ngôi nhà là nơi ở của chính họ hoặc có các khoản đầu tư BĐS khác.
- Mục đích của người mua  KHÔNG dùng để làm nơi ở của chính họ  Sử dụng cho các kỳ nghỉ và thư giãn với gia đình và bạn bè của họ trong một khoảng thời gian giới hạn mỗi năm (1 – 3 tháng).  Chỉ dành cho đầu tư, để đạt được cả lợi nhuận từ vốn đầu tư khi bán ra và thu nhập hàng năm từ việc cho thuê tài sản khỉ chủ sở hữu không sử dụng.
- Vị trí:  Các địa điểm mà người mua thường chọn cho các kỳ nghỉ dưỡng và những nơi thị trường du lịch đã phát triển để có thể cho thuê tài sản. Vì vậy mà vị trí của thị trường Condotel nghỉ dưỡng thường toạ lạc ở những điểm đến du lịch chính như Nha Trang, Đà Nẵng, Mũi Né, Bà Rịa – Vũng Tàu, Vịnh Hạ Long, Đà Lạt...

## Cách thức hoạt động
- Condotel có chức năng của một khách sạn bởi: Condotel có hệ thống đặt phòng và các dịch vụ khách sạn khác như hồ bơi, câu lạc bộ sức khỏe, hộp đêm, nhà hàng, cửa hàng, dịch vụ thư tín và dịch vụ phòng 24/24. Điểm khác của Condotel với khách sạn đó là Condotel cho phép khách mua hoàn toàn quyền sở hữu căn hộ để nghỉ dưỡng và cho thuê
- Condotel có chức năng của một căn hộ vì: Khách sạn căn hộ được thiết kế với đầy đủ các tiện ích bếp, phòng khách, phòng ngủ với đầy đủ dụng cụ nấu nướng và cho du khách có thể đi chợ và trải nghiệm phong cách sống như chính ngôi nhà của mình. Tuy nhiên Condotel khác căn hộ thông thường ở chỗ nó cần phải có một đơn vị đứng ra quản lý và điều hành các vấn đề về việc cho thuê lại và hoạt động hàng ngày của khách sạn.

## Chủ sở hữu
Chủ sở hữu khách sạn căn hộ thường là 2 nhóm chính:
- Nhà đầu tư: Đây là nhóm khách hàng có nhu cầu mua căn hộ khách sạn với mục đích đầu tư để tăng lợi nhuận. Với họ, điểm hấp dẫn của condotel là khả năng thu hồi vốn nhanh. Việc bán sản phẩm Condotel giống như bán một căn hộ là có thể mang lại lợi nhuận ngay lập tức
- Khách du lịch, doanh nhân thành đạt và người có mức thu nhập trung lưu: Đây là nhóm khách hàng mua hoặc thuê Condotel để hưởng thụ cuộc sống, muốn tận hưởng kỳ nghỉ dài cũng như muốn thể hiện đẳng cấp thượng lưu tại một ngôi nhà đầy đủ tiện nghi với chi phí vừa phải.

## Cấu trúc hoạt động quản lý
- Condotel cần được quản lý chuyên nghiệp bởi vì chủ sở hữu cá nhân không sống trong căn nhà toàn thời gian và vì thế không thể thực hiện việc bảo dưỡng hàng ngày hoặc định kỳ cho tài sản.
- Việc quản lý hiệu quả có tác động rất lớn đến hiệu suất hoạt động, lợi nhuận cũng như là khả năng tiêu thụ của sản phẩm ngôi nhà thứ hai. Yếu tố quản lý cũng cực kỳ quan trọng như các yếu tố thiết kế thu hút, vị trí, giá cả và chất lượng công trình.

Dịch vụ quản lý điển hình bao gồm: 
- Vệ sinh và dịch vụ phòng–trong khu và sau mỗi lần sử dụng bởi chủ sở hữu, bạn bè, gia đình, và khách thuê.
- Bảo trì các tầng, cảnh quan, hồ bơi và khu vực sử dụng chung
- Quản lý tài sản – phương thức thanh toán và quản lý các tiện ích như điện, nước, điện thoại, internet.
- Cho thuê, hợp đồng cho thuê, kinh doanh và marketing – liên kết dịch vụ môi giới khi chủ sở hữu không sử dụng tài sản

## Các loại hình quản lý hiện có
Nhà điều hành khách sạn
- Một công ty quản lý khách sạn chuyên ngành và chuyên nghiệp có thể có sự hiện diện trên toàn cầu, khu vực hoặc địa phương (Vd: Accor) và thường hoạt động dưới một số thương hiệu riêng biệt (Vd: Ibis, Novotel, Mercure, Pulman...)
- Công ty cung cấp toàn bộ các dịch vụ đại diện cho các chủ dự án bao gồm văn phòng giao dịch, khu vực hậu cần, dịch vụ khách hàng, dịch vụ dọn phòng, bảo trì, F&B, kế toán, kinh doanh và marketing, nhân sự, dịch vụ phòng, đặt phòng.

Công ty quản lý tài sản: 
- Công ty cung cấp dịch vụ quản lý có giới hạn thực hiện các chức năng quản lý quan trọng cần thiết và thường không có thương hiệu, với sự linh hoạt cao, giảm thiểu các chi phí và cam kết ràng buộc.

Chủ đầu tư:
- Chủ đầu tư tự thiết lập bộ phận riêng biệt hoặc công ty con phụ trách đáp ứng tất cả các chức năng quản lý của một dự án cụ thể. Ví dụ: Ocean Villas Đà Nẵng, The Cliff Mũi Né, Ocean Vista Mũi Né.

Nghiệp đoàn/ Hiệp hội chủ sở hữu nhà: 
- Một cơ quan đại diện cho một tập hợp các chủ sở hữu cá nhân của dự án,được giao nhiệm vụ quản lý hoặc với sự giám sát quản lý.

### Các phương án quản lý
Không được quản lý:
- Việc chủ đầu tư rời đi sau khi bán hết dự án mà không có bất kỳ sự quản lý tại chỗ nào hiện nay không còn là môt sự lựa chọn nữa bởi vì khách hàng nhận ra đây là một chức năng quan trọng. Trước đó, những dự án như vậy nhìn chung đều thất bại, do tài sản xuống cấp nhanh chóng và sự mất giá về mặt giá trị của tài sản do thiếu sự bảo trì và ít tạo ra nguồn thu nhập từ cho thuê và lợi nhuận vốn đầu tư.
- Đây là chọn lựa dễ dàng nhất và ít tốn kém nhất đối với chủ đầu tư có quan điểm ngắn hạn, chi phí tiết kiệm được chuyển vào giá bán nền mức giá bán ra ở mức thấp nhất.
- Người mua có sự linh hoạt tối đa (không bị áp đặt các hạn chế hoặc chi phí quản lý) nhưng cũng mang trách nhiệm tự bảo trì tài sản

Được quản lý:
- Một ngôi nhà thứ hai có sự quản lý và bảo trì hiệu quả sẽ tối đa hoá nguồn thu nhập.
- Một nhà điều hành thực hiện các chức năng quản lý đại diện cho chủ sở hữu. Cường độ quản lý có thể thay đổi đáng kể tuỳ thuộc vào cấu trúc quản lý, nhà điều hành được chỉ định và các yêu cầu của chủ sở hữu.
- Khi tài sản được quản lý bởi bên thứ ba, chủ sở hữu không phải chịu gánh nặng về quản lý và bảo trì tài sản nên có thể hưởng lợi ích từ việc tối đa hoá tỷ suất sinh lợi tài chính từ tài sản, mặc dù điều này cũng đi kèm với chi phí tăng và một số các hạn chế.

Một số nhược điểm và ảnh hưởng của việc được quản lý bao gồm: 
- Để quản lý có hiệu quả hoạt động của tài sản, tại thời điểm lập kế hoạch ban đầu chủ đầu tư phải cân nhắc kỹ và phải chịu chi phí phụ trội trong việc cung cấp đầy đủ các tiện ích và khu vực hậu cần (BOH).
- Quản lý tối ưu có một tác động đáng kể lên thiết kế tổng thể, quy mô, quy hoạch tổng thể, bố trí và chi phí phát triển của dự án.
- Các nhà điều hành khách sạn thường chọn quản lý các khách sạn đơn thuần thay vì khu residence và trong nhiều trường hợp sẽ không dễ dàng tìm được một nhà điều hành phù hợp có mong muốn quản lý dự án condotel Nghỉ dưỡng. Vì thể một dự án phải được thiết kế đặc biệt để tối đa hoá sự quan tâm từ các nhà điều hành.
- Giới hạn trong sự linh hoạt: Nhà điều hành hiệu quả sẽ áp đặt các mức độ tiêu chuẩn khác nhau, nhằm tiêu chuẩn hoá các dịch vụ và sản phẩm đề ra cũng như để đảm bảo một mức độ kỳ vọng tối thiểu luôn đạt được. Đây là những hạn chế và quy định mang lại hiệu quả cho việc sử dụng Condotel nghỉ dưỡng và dẫn đến mất kiểm soát từ phía chủ sở hữu.
- Luôn có môt chi phí tiếp diễn cho việc quản lý, dù cho quản lý có hiệu quả hay không, khi đó lợi nhuận nên lớn hơn những chi phí phát sinh.

## Điểm khác biệt của condotel và khách sạn
- Condotel cho phép khách hàng mua hoàn toàn quyền sở hữu và sử dụng căn hộ, hoặc đăng ký chương trình cho thuê căn hộ với chủ đầu tư
- Có đơn vị quản lý vận hành và bảo dưỡng chuyên nghiệp
- Hoạt động theo mô hình timeshares chia sẻ lợi nhuận ưu đãi
- Các căn hộ và dự án Condotel thường ở phân khúc BĐS nghỉ dưỡng và phát triển mạnh ở các thành phố có tiềm năng về du lịch
- Kết hợp với các tiện ích chung của toàn hệ thống
- Luôn có yếu tố đầu tư sinh lời hấp dẫn với khả năng tăng giá cao
- Về mục đích sử dụng: nếu căn hộ chung cư được sử dụng với mục đích chính là để ở lâu dài thì Condotel lại sử dụng để cho khách du lịch thuê trong thời gian họ du lịch.·
- Cơ quan quản lý nhà nước: Khu chung cư được quản lý bởi Ban Quản trị, Tổ dân phố, UBND phường/xã trong khi đó khu Codotel được quản lý bởi Ban quản lý Khu Du lịch; Các cơ quan quản lý nhà nước về Du lịch
- Thủ tục quản lý hành chính dân cư Người ở tại căn hộ chung cư được cấp hộ khẩu thường trú hoặc Sổ đăng ký tạm trú dài hạn trong khi đó người ở tại Condotel thì khách sạn phải khai báo tạm trú ngắn hạn cho du khách.
- Phí quản lý vận hành: Người ở tại căn hộ chung cư sẽ phải đóng phí quản lý vận hành theo Luật nhà ở và văn bản hướng dẫn, trong khi đó đối với condotel thì du khách sẽ phải trả phí lưu trú tại khách sạn theo giá khách sạn quy định.
- Cách thức hoạt động: Condotel hoạt động theo mô hình timeshares chia sẻ lợi nhuận ưu đãi
- Khác biệt về luật điều chỉnh: Codotel được điều chỉnh bởi Luật du lịch, Luật doanh nghiệp.
- Khác biệt về nghĩa vụ tài chính: Chủ sở hữu căn hộ phải đóng thuế đất hàng năm đối với căn hộ của mình; Chủ đầu tư phải đóng tiền thuế đất hàng năm đối với toàn bộ khách sạn. Các phòng khách sạn không phải thực hiện nghĩa vụ đóng thuế.
- Condotel là một xu hướng đầu tư thông minh:Chính những lợi ích mà Condotel đem lại do đó Condotel là một xu hướng đầu tư thông minh. Hiện nay, Việt Nam đang là điểm nóng cho sự phát của mô hình condotel. Hàng loạt các dự án như Vipearl Condotel Hội An; Condotel Premier Residence Phú Quốc; Cocobay Đà Nẵng…